# Dennis Gassner
Dennis Gassner (* 22. Oktober 1948 in Vancouver, British Columbia, Kanada) ist ein kanadischer Filmarchitekt, der neben einem Oscar für das beste Szenenbild auch einige weitere Filmpreise gewann.

## Leben
Gassner begann seine Karriere als Artdirector und Szenenbildner in der Filmwirtschaft 1979 bei Apocalypse Now und wirkte bis heute an der szenischen Ausstattung von über dreißig Filmen mit.
Bei der Oscarverleihung 1992 gewann er zusammen mit Nancy Haigh den Oscar für das beste Szenenbild für den Gangsterfilm Bugsy (1991) von Barry Levinson mit Warren Beatty, Annette Bening und Harvey Keitel in den Hauptrollen. Zugleich war er bei dieser Oscarverleihung mit Nancy Haigh in dieser Oscar-Kategorie auch für das Szenenbild in Barton Fink (1991) von Ethan und Joel Coen mit John Turturro, John Goodman und Judy Davis nominiert.
1994 gewann Dennis Gassner den Preis der Los Angeles Film Critics Association (LAFCA Award) für das beste Produktionsdesign in Hudsucker – Der große Sprung (1994) der Coen-Brüder mit Tim Robbins, Jennifer Jason Leigh und Paul Newman.
1999 gewann er seinen ersten British Academy Film Award (BAFTA Film Award) für Die Truman Show (1998) von Peter Weir mit Jim Carrey, Laura Linney und Noah Emmerich. Darüber hinaus gewann er für die szenische Ausstattung dieses Films 1999 auch den Golden Satellite Award für das beste Produktionsdesign.
Danach folgte 2001 eine Nominierung für den BAFTA Film Award für das beste Szenenbild in dem Film O Brother, Where Art Thou? – Eine Mississippi-Odyssee (2000) von Ethan und Joel Coen mit George Clooney, John Turturro und Tim Blake Nelson in den Hauptrollen.
2002 war Gassner mit Chris Gorak und Lance Hammer erstmals für den Excellence in Production Design Award der Art Directors Guild (ADG) nominiert für The Man Who Wasn’t There von Joel Coen mit Billy Bob Thornton, Frances McDormand und Michael Badalucco in den Hauptrollen. Außerdem war er hierfür für den Preis der Phoenix Film Critics Society (PFCS Award) für das beste Produktionsdesign nominiert.
Eine weitere Oscarnominierung für das beste Szenenbild erhielten er und Nancy Haigh 2003 für Road to Perdition (2002) von Sam Mendes mit Tom Hanks, Paul Newman und Daniel Craig. Hierfür waren er, Richard L. Johnson, Jann K. Engel, Ted Haigh sowie Thomas Minton ebenfalls für einen ADG Excellence in Production Design Award nominiert. Für diesen Film gewann er zudem den BAFTA Film Award für das beste Szenenbild und war abermals für einen PFCS Award für das beste Produktionsdesign sowie mit Richard L. Johnson für einen Golden Satellite Award nominiert.
Eine erneute Nominierung für den BAFTA Award für das beste Szenenbild bekam Dennis Gassner 2004 für den Fantasyfilm Big Fish (2003) von Tim Burton mit den Hauptdarstellern Ewan McGregor, Albert Finney und Alison Lohman.
Eine weitere Nominierung für den ADG Excellence in Production Design Award erhielten er, Stefan Dechant, Christina Wilson, Marco Niro, A. Todd Holland und Christopher Tandon 2006 für den Kriegsfilm Jarhead – Willkommen im Dreck (2005) von Sam Mendes mit den Hauptdarstellern Jake Gyllenhaal, Jamie Foxx und Peter Sarsgaard.
Bei der Oscarverleihung 2008 war er zusammen mit Anna Pinnock abermals für den Oscar für das beste Szenenbild nominiert, und zwar für Der Goldene Kompass (2007) von Chris Weitz mit Dakota Blue Richards, Nicole Kidman und Daniel Craig. Für diesen Film gewann er mit Richard L. Johnson, Chris Lowe, Andy Nicholson, Tino Schaedler, James Foster, Gavin Fitch und Helen Xenopoulos 2008 auch den ADG Excellence in Production Design Award.
Zusammen mit seinem mehrköpfigen Mitarbeiterstab war er 2009 abermals für den ADG Excellence in Production Design Award nominiert für James Bond 007: Ein Quantum Trost (2008) von Marc Forster mit Daniel Craig, Mathieu Amalric und Olga Kurylenko.
Für seine Arbeit an der szenischen Ausstattung des James-Bond-Films James Bond 007: Skyfall (2012) von Regisseur Sam Mendes mit Daniel Craig, Helen McCrory und Javier Bardem wurde er mit einem ADG Excellence in Production Design Award ausgezeichnet.
In James Bond 007: Spectre (2015) wirkte Gassner erneut als Produktionsdesigner mit.
Bei der Oscarverleihung 2015 war Gassner, erneut gemeinsam mit Anna Pinnock, ein weiteres Mal für den Oscar in der Kategorie Bestes Szenenbild nominiert, und zwar für Into the Woods. 2018 gab es eine weitere Oscarnominierung, nun für Blade Runner 2049.

## Filmografie (Auswahl)
- 1979: Apocalypse Now
- 1982: Einer mit Herz (One from the Heart)
- 1984: Wet Gold (Fernsehfilm)
- 1986: Hitcher, der Highway Killer (The Hitchter)
- 1992: Ein ganz normaler Held (Hero)
- 1998: Die Truman Show (The Truman Show)
- 2002: Road to Perdition
- 2003: Big Fish
- 2006: Ask the Dust
- 2008: James Bond 007: Ein Quantum Trost (Quantum of Solace)
- 2012: James Bond 007: Skyfall (Skyfall)
- 2014: Into the Woods
- 2015: James Bond 007: Spectre
- 2017: Blade Runner 2049
- 2019: 1917
- 2025: The Electric State

## Auszeichnungen
- 1992: Oscar für das beste Szenenbild
- 1994: LAFCA Award für das beste Produktionsdesign
- 1999: BAFTA Film Award für das beste Szenenbild
- 1999: Golden Satellite Award für das beste Produktionsdesign
- 2003: BAFTA Film Award für das beste Szenenbild
- 2008: ADG Excellence in Production Design Award
- 2017: LAFCA Award für das beste Produktionsdesign
- 2020: BAFTA Film Award für das beste Szenenbild